# كريس هانون
كريس هانون (بالإنجليزية: Chris Hannon)‏ هو لاعب كرة قدم أمريكية أمريكي، ولد في 18 فبراير 1984 في ساراسوتا في الولايات المتحدة.